# Georges Parcheminey
Georges Parcheminey, né le 21 février 1888 à Ronchamp et mort le 29 août 1953 à Paris 14e, est un médecin neurologue et un psychanalyste français.

## Biographie
Georges Parcheminey a fait ses études médicales à Paris. Blessé durant la Grande Guerre, il devient neurologue. Il s’intéresse, entre autres, à l’hystérie et exerce à Sainte-Anne dans le service de Jean Delay. Il a été analysé par Rudolph Loewenstein et a été le psychanalyste de Maurice Bouvet, de Francis Pasche et de Jean-Paul Valabrega.